# Ціаніна Ломавайма
К. Ціаніна Ломавайма є міждисциплінарною дослідницею корінних народів, антропології, історії та політології. Вона є професоркою Школи соціальної трансформації в Університеті штату Аризона. Ціаніна спеціалізується на взаємодії суверенних корінних націй та федерального уряду США, статусі корінного населення як громадян США та федеральній політиці щодо індіанців, особливо в галузі освіти. Її історичний фокус - початок ХХ століття.

## Освіта та посади
З 1972 по 1974 рік Ломавайма вивчала мистецтво та долікарські дослідження в університеті ДеПо. У 1976 р. вона отримала ступінь бакалавра антропології в Університеті Аризони, а потім ступінь магістра антропології в Стенфордському університеті в 1979 р. Ціаніна продовжувала вивчати антропологію в Стенфордському університеті, здобувши ступінь доктора філософії в 1987 р. Її докторська дисертація називалася «Вони називали це прерійним світлом: усні історії з індіанської сільськогосподарської школи Чілокко 1920–1940».
У 1988 році Ломавайма вступила на факультет антропології та американських індіанців у Вашингтонському університеті. З 1994 по 2014 рр. вона була професоркою кафедри вивчення американських індіанців в Університеті Аризони, а з 2005 по 2009 рр. була керівницею цього відділу. У 2014 році вона переїхала до Університету штату Аризона.

## Дослідження
У 1994 році Ломавайма опублікувала книгу «Вони назвали це прерійним світлом: історія індійської школи Чілокко». У книзі «Вони називали це прерійним світлом» Ломавайма вивчає історію інтернатної школи в місті Чилокко, штат Оклахома, де був студентом її батько Кертіс Карр. Вона будує свій аналіз, використовуючи 61 інтерв’ю з колишніми студентами та співробітниками щодо досвіду, який вони мали в школі в 1920-30-ті роки. Вона також включає урядові документи, шкільні документи та вторинні джерела, але книга насамперед є усною історією. Використовуючи ці джерела, Ломавайма обговорює історію школи, аналізуючи особисті стосунки, що існували там, суворо гендерний характер освіти, яку здобували студентки, та спосіб дисциплінарного покарання учнів. Ломавайма зосереджується на впливі, який школа мала на особистість учнів. Незважаючи на те, що мілітаристська та жорстока система шкіл була розроблена для викорінення родових ідентичностей учнів, поєднання учнів із стількох різних племен там за іронією долі сприяло зміцненню загальнонаціональної солідарності, і багато колишніх учнів школи насправді залюбки описували професійне навчання та громадські аспекти школи. Ломавайма стверджує, що приємні спогади, які учні мають про школу, - це справді приємні спогади для тісної спільноти, яку шкільне середовище створило серед її учнів; наприклад, Ломавайма стверджує, що одним із іронічних наслідків шкільного навчання було те, що серйозна нестача фінансів означала, що багато старших школярів повинні були взяти на себе відповідальність за забезпечення догляду за молодшими школярами, змушуючи їх створювати тісні соціальні групи з взаємною відповідальністю. Ломавайма також надає великі докази того, що за жінками спостерігали особливо, коли шкільні чиновники постійно дотримувались строго регламентованих правил щодо тіл та поведінки дівчат, які ходили до школи в Chilocco. Через усі ці складності, "Вони називали це прерійним світлом" було охарактеризовано в оглядах як надзвичайно нюансована книга, в якій Ломавайма дозволила співіснувати безладним фактам, що сприяло її меті дозволити 61 респондентам бути головним голосом у їхніх історіях. 1993 р. книга отримала  Премію Північноамериканської індійської прози, а також нагороду вибору критиків 1995 р. від Американської освітньої асоціації.
Ломавайма також є співавтором багатьох книг. У 2000 році вона опублікувала «Далеко від дому: досвід інтернатів американських індіанців» з Маргарет Арчулетою та Брендою Чайлд. У 2001 році вона та Девід Е. Вілкінс опублікували книгу "Нерівна основа: суверенітет індіанців та федеральний закон". «Нерівна основа» була названа значним академічним виданням за версією Choice Reviews та був включений до списку 10 найвпливовіших книг Асоціацією корінних американців та корінних досліджень. У 2006 році вона разом із Терезою Л. Маккарті написала книгу "Залишитися індіанцем": уроки демократії століття освіти корінних американців.
У 2007 році Ломавайма була співзасновницею Асоціації досліджень корінних американців та корінних народів, і вона була її президентом у 2012–2013 роках. Ломавайма була лауреатом премії за життєві досягнення за історію американських індіанців у 2010 році від Західної асоціації історії. У 2016 році її було призначено членом Національної академії освіти. У 2018 році Ломавайма стала членом Американської академії мистецтв і наук.

## Вибрані твори
- They called it prairie light: The story of Chilocco Indian school (1994)
- "Tribal sovereigns: Reframing research in American Indian education", Harvard Educational Review (2000)
- Away From Home: American Indian Boarding School Experiences, with Margaret Archuleta and Brenda Child (2000)
- Uneven ground: American Indian sovereignty and federal law, with David E. Wilkins (2001)
- "To Remain an Indian": Lessons in Democracy from a Century of Native American Education, with Teresa L. McCarty (2006)

## Вибрані нагороди
- Нагорода за життєві досягнення за історію американських індіанців, Асоціація історії Заходу (2010) [1]
- Член Національної академії освіти (2016) [12]
- Член, Американська академія мистецтв і наук (2018) [13]